# رفيفيم

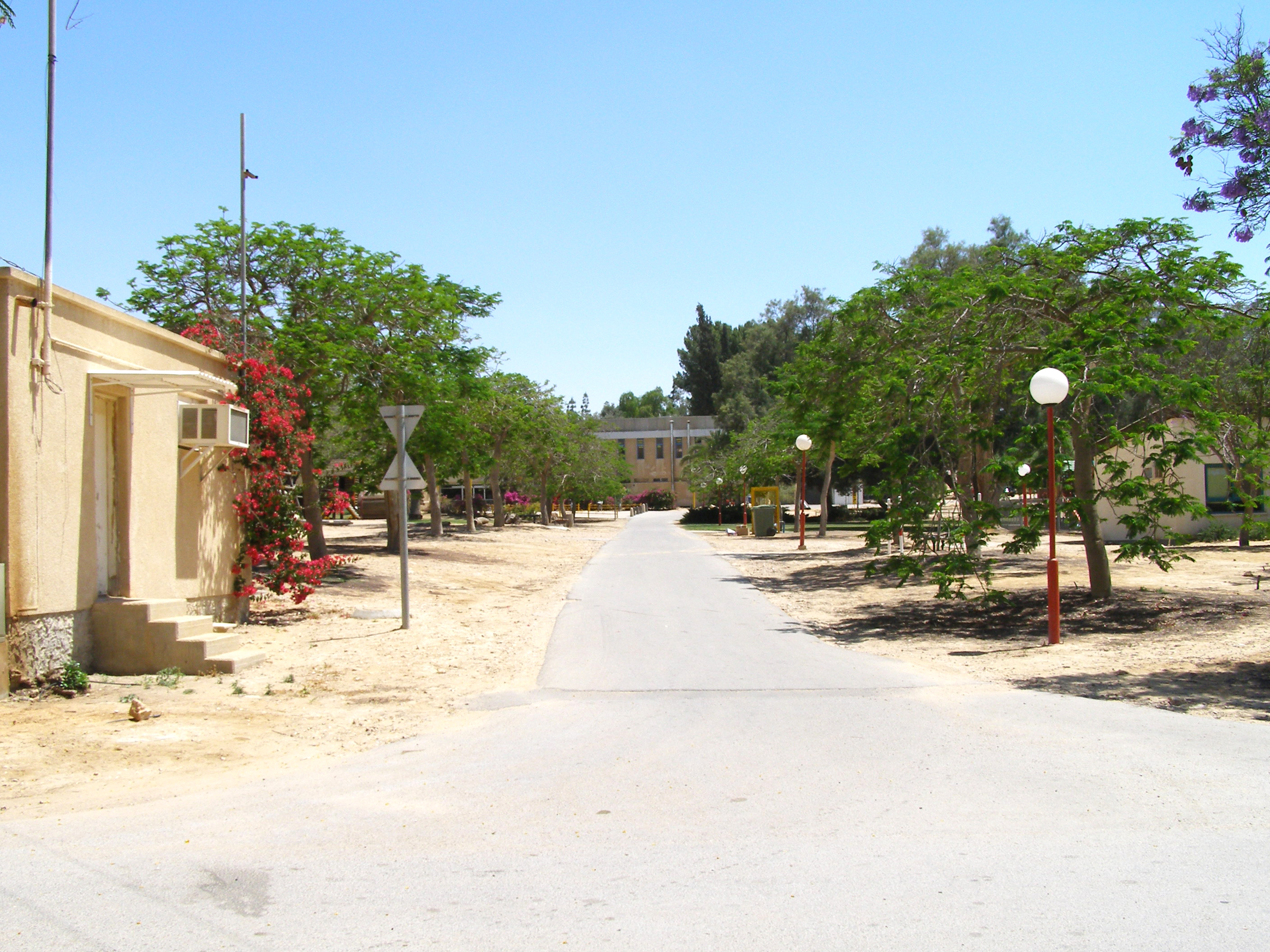
رفيفيم

رفيفيم (بالعبرية: רְבִיבִים، وتعني (زخات المطر) هو كيبوتس يقع في صحراء النقب في جنوب إسرائيل. يقع على بعد حوالي نصف ساعة جنوب بئر السبع، وهو تحت سلطة المجلس الإقليمي رامات هنيغف. في عام 2022، بلغ عدد سكانها 1,106 نسمة.

## التاريخ
التأسيس عام 1943
تشكّل المجتمع في عام 1943 في ريشون لتسيون بمساعدة من الحكومة البريطانية على يد شباب يهود لاجئين (عليا) من النمسا وإيطاليا وألمانيا، جميعهم كانوا أعضاء في حركة هنور هعوفيد فيهلوميد وتلقوا تعليمهم في كيبوتس غفعات برينر.
تم تأسيس الكيبوتس نفسه في 7 يوليو 1943 كواحد من ثلاث نقاط مراقبة في شمال النقب، وكان يُطلق عليه في البداية اسم تل هَتسوفيم (بمعنى تل الكشافة). وقد أُعيدت تسميته لاحقًا إلى رفيفيم من قبل بيرل كتسنلسون، نسبةً إلى المجلة التي حررها يوسف حاييم برينر (الذي سُمّيت غيفعات برينر باسمه). كما أن اسمه مستوحى أيضًا من الكتاب المقدس، سفر المزامير 65:11: "أنت (يا رب) ... تسوي أخاديدها، وتلينها بزخات المطر."

## حرب 1948
خلال حرب 1948 العربية–الإسرائيلية، وقعت رفيفيم خلف الخطوط المصرية لعدة أشهر. عاش أعضاء المستوطنة في ملاجئ تحت الأرض، وتلقوا الإمدادات الغذائية جوًا وعبر قوافل اخترقت الخطوط المصرية. نجا ثلاثون من أعضاء المستوطنة من الحرب، بينما قُتل ثمانية في الغارات والمعارك المباشرة مع القوات المصرية.
متحف متسبيه رفيفيم 1948
بالقرب من الكيبوتس يقع متسبيه رفيفيم (بمعنى نقطة مراقبة رفيفيم)، وهو متحف يجسّد تاريخ نقاط المراقبة في النقب الشمالي والأحداث التي وقعت خلال حرب 1948. يعرض المتحف تطور الكيبوتس، دوره خلال الحرب، والتحديات التي واجهها أعضاؤه أثناء الحصار المصري.

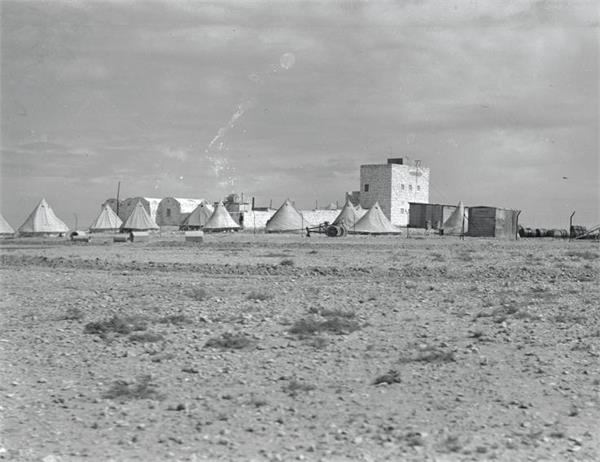
رفيفيم 1945
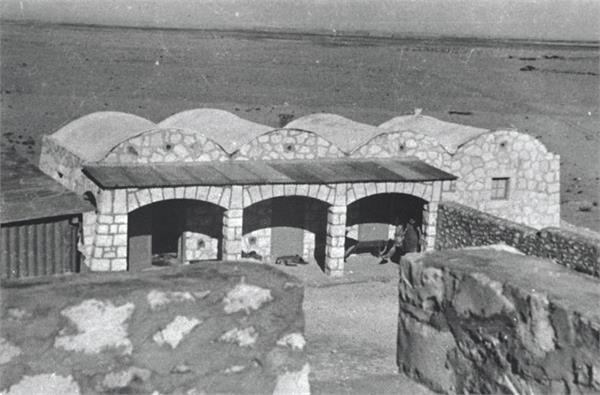
رفيفيم 1945
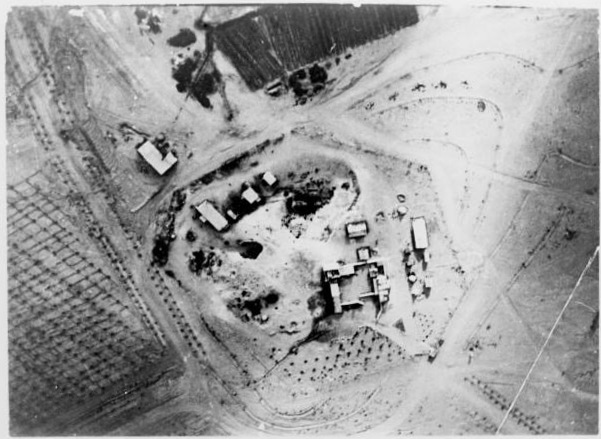
كيبوتس رفيفيم 1947
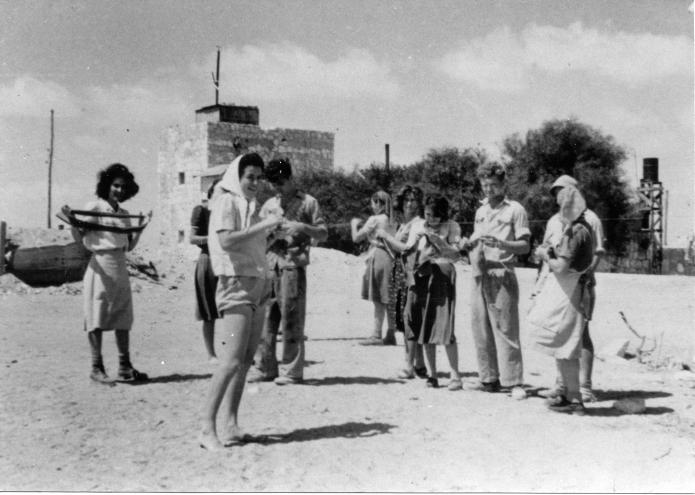
رفيفيم 1948
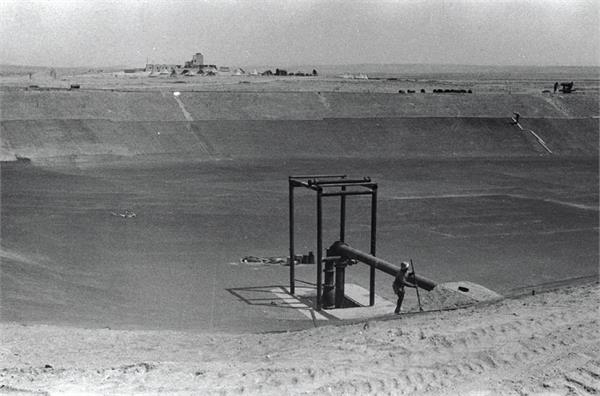
خزان رفيفيم 1946

## الاقتصاد

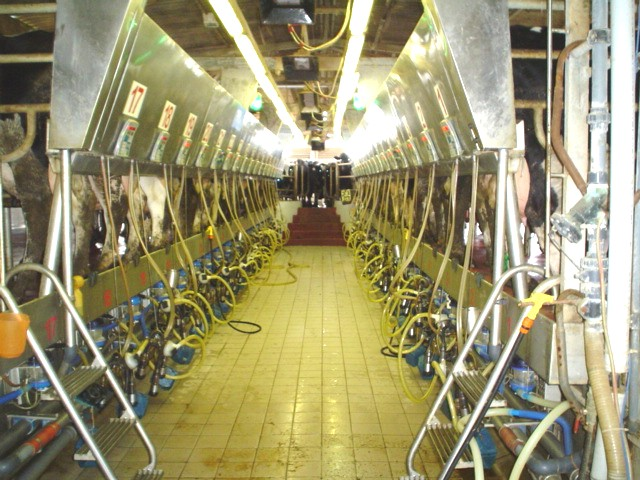
محلب رفيفيم

يعتمد اقتصاد رفيفيم على الزراعة، بما في ذلك بساتين الزيتون التي تُروى بالمياه المسوسة ، بالإضافة إلى مزرعة ألبان كبيرة ومفقس للدواجن. إلى جانب الزراعة، يمتلك الكيبوتس استثمارات في عدة صناعات، منها شركة قولبة بالحقن (رافيف)، وشركة متخصصة في تصميم وإنتاج الصمامات لأنظمة وقود السيارات (رافال).

## الشخصيات البارزة
جولدا مائير، رابع رئيس وزراء للحكومة الإسرائيلية.

## انظر ايضا
11 نقطة في النقب، مشروع الاستيطان الصهيوني.